# Saint-Paul (Haute-Vienne)
Pour les articles homonymes, voir Saint-Paul.
Saint-Paul (parfois appelée Saint-Paul-d'Eyjeaux), est une commune française située dans le département de la Haute-Vienne, en région Nouvelle-Aquitaine.

## Géographie

### Localisation
Saint-Paul est située à 15 kilomètres de Limoges.

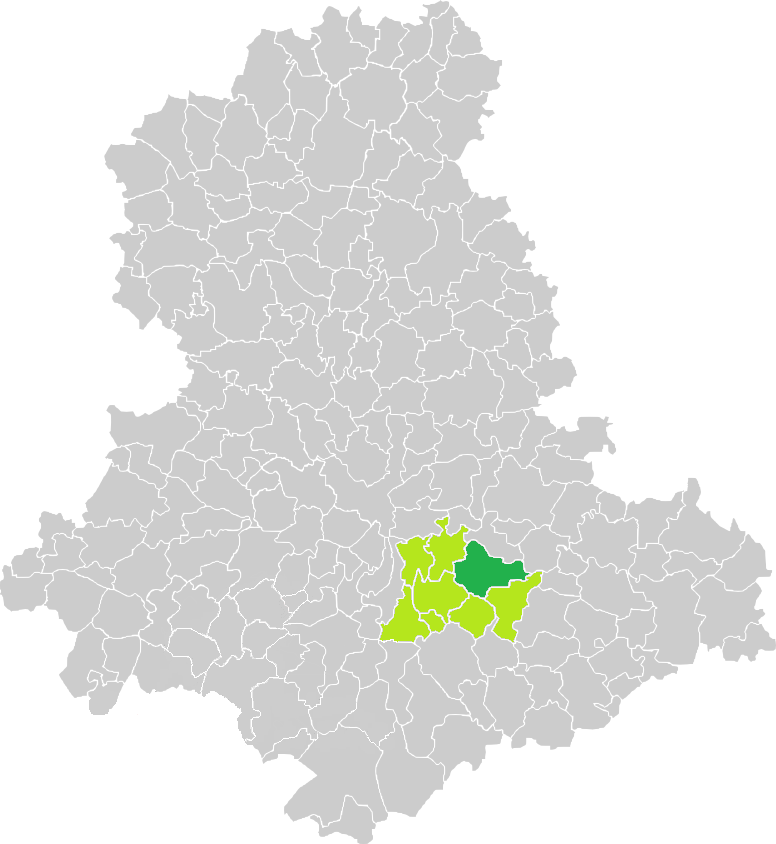
Situation de la commune de Saint-Paul en Haute-Vienne.

### Communes limitrophes
Les communes limitrophes sont Eyjeaux, La Geneytouse, Saint-Bonnet-Briance, Saint-Denis-des-Murs, Saint-Genest-sur-Roselle et Saint-Hilaire-Bonneval.
|                        | La Geneytouse            |                      |
| Eyjeaux                | Saint-Paul               | Saint-Denis-des-Murs |
| Saint-Hilaire-Bonneval | Saint-Genest-sur-Roselle | Saint-Bonnet-Briance |

### Voies de communication et accès
À 10 kilomètres de l'A20, sortie 39, c'est une localité située au cœur de la campagne limousine faite de vallons et de prés, parsemée de bois de feuillus dont le châtaignier, symbole de la région.

### Climat
Pour des articles plus généraux, voir Climat de la Nouvelle-Aquitaine et Climat de la Haute-Vienne.
Historiquement, la commune est exposée à un climat océanique limousin.
En 2020, Météo-France publie une typologie des climats de la France métropolitaine dans laquelle la commune est dans une zone de transition entre le climat océanique altéré et le climat de montagne et est dans la région climatique Ouest et nord-ouest du Massif Central, caractérisée par une pluviométrie annuelle de 900 à 1 500 mm, maximale en automne et en hiver.
Pour la période 1971-2000, la température annuelle moyenne est de 11,3 °C, avec une amplitude thermique annuelle de 14,9 °C. Le cumul annuel moyen de précipitations est de 1 059 mm, avec 13,1 jours de précipitations en janvier et 7,8 jours en juillet. Pour la période 1991-2020, la température moyenne annuelle observée sur la station météorologique la plus proche, située sur la commune de Saint-Germain-les-Belles à 15,76 km à vol d'oiseau, est de 11,2 °C et le cumul annuel moyen de précipitations est de 1 129,2 mm,. Pour l'avenir, les paramètres climatiques de la commune estimés pour 2050 selon différents scénarios d'émission de gaz à effet de serre sont consultables sur un site dédié publié par Météo-France en novembre 2022.

## Urbanisme

### Typologie
Au 1er janvier 2024, Saint-Paul est catégorisée commune rurale à habitat dispersé, selon la nouvelle grille communale de densité à sept niveaux définie par l'Insee en 2022.
Elle est située hors unité urbaine. Par ailleurs la commune fait partie de l'aire d'attraction de Limoges, dont elle est une commune de la couronne,. Cette aire, qui regroupe 127 communes, est catégorisée dans les aires de 200 000 à moins de 700 000 habitants,.

### Occupation des sols
L'occupation des sols de la commune, telle qu'elle ressort de la base de données européenne d’occupation biophysique des sols Corine Land Cover (CLC), est marquée par l'importance des territoires agricoles (84,5 % en 2018), une proportion sensiblement équivalente à celle de 1990 (84,2 %). La répartition détaillée en 2018 est la suivante :
prairies (49 %), zones agricoles hétérogènes (33,8 %), forêts (14,3 %), terres arables (1,7 %), zones urbanisées (1,2 %). L'évolution de l’occupation des sols de la commune et de ses infrastructures peut être observée sur les différentes représentations cartographiques du territoire : la carte de Cassini (XVIIIe siècle), la carte d'état-major (1820-1866) et les cartes ou photos aériennes de l'IGN pour la période actuelle (1950 à aujourd'hui).

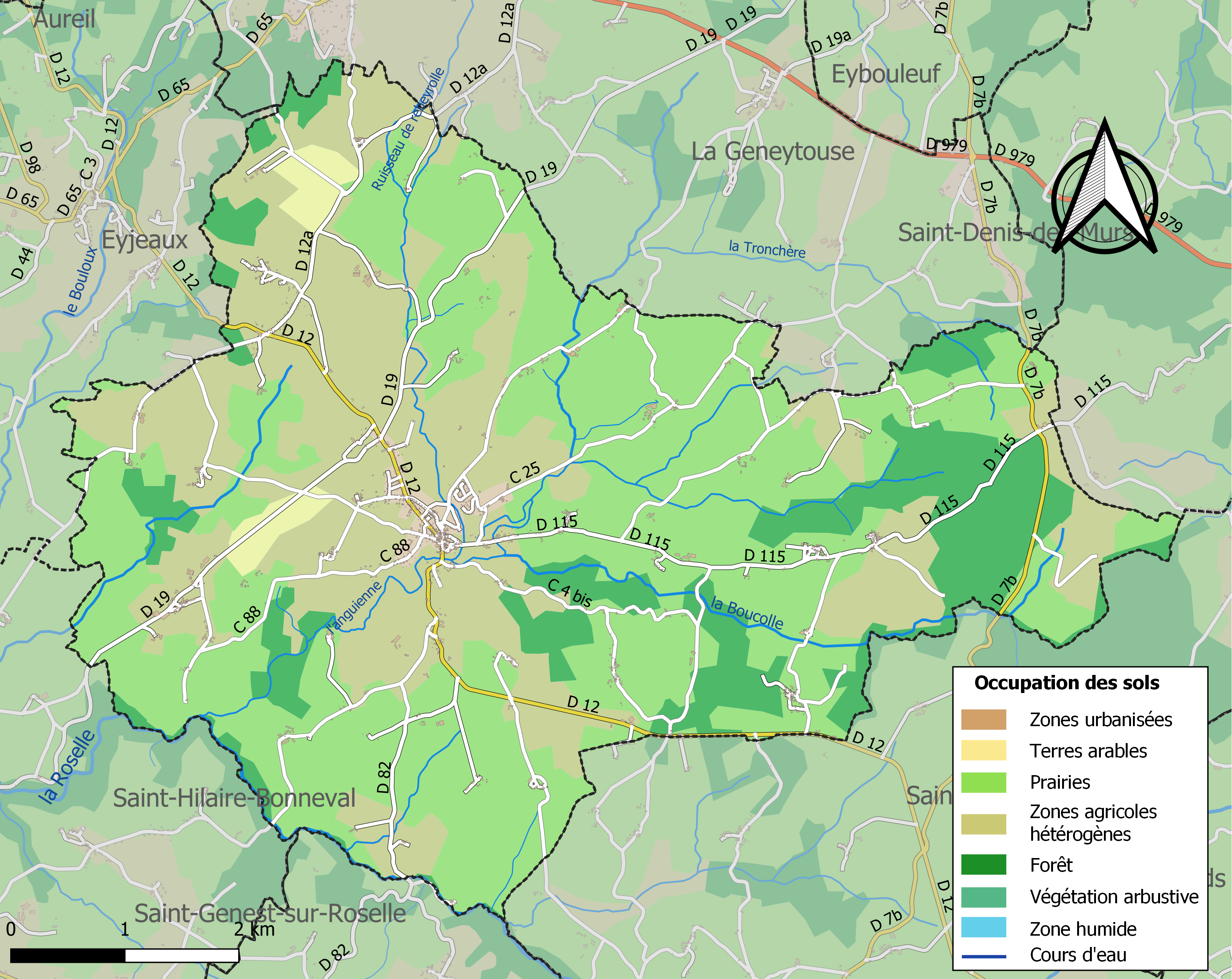
Carte des infrastructures et de l'occupation des sols de la commune en 2018 (CLC).

### Risques majeurs
Le territoire de la commune de Saint-Paul est vulnérable à différents aléas naturels : météorologiques (tempête, orage, neige, grand froid, canicule ou sécheresse) et séisme (sismicité faible). Il est également exposé à un risque particulier : le risque de radon. Un site publié par le BRGM permet d'évaluer simplement et rapidement les risques d'un bien localisé soit par son adresse soit par le numéro de sa parcelle.

#### Risques naturels

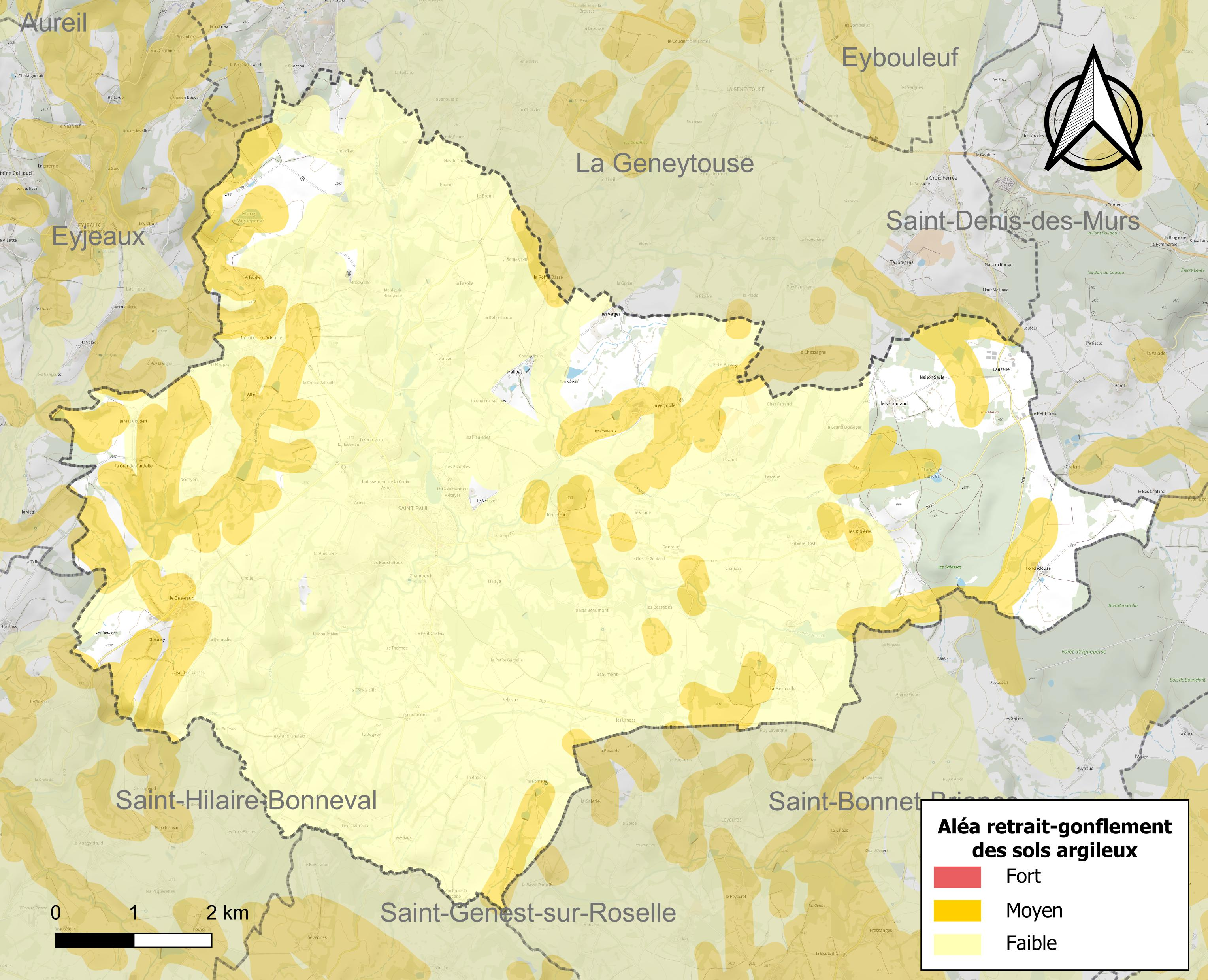
Carte des zones d'aléa retrait-gonflement des sols argileux de Saint-Paul.

Le retrait-gonflement des sols argileux est susceptible d'engendrer des dommages importants aux bâtiments en cas d’alternance de périodes de sécheresse et de pluie. 21 % de la superficie communale est en aléa moyen ou fort (27 % au niveau départemental et 48,5 % au niveau national métropolitain). Depuis le 1er octobre 2020, en application de la loi ÉLAN, différentes contraintes s'imposent aux vendeurs, maîtres d'ouvrages ou constructeurs de biens situés dans une zone classée en aléa moyen ou fort,.
La commune a été reconnue en état de catastrophe naturelle au titre des dommages causés par les inondations et coulées de boue survenues en 1982 et 1999 et par des mouvements de terrain en 1999.

#### Risque particulier
Dans plusieurs parties du territoire national, le radon, accumulé dans certains logements ou autres locaux, peut constituer une source significative d’exposition de la population aux rayonnements ionisants. Selon la classification de 2018, la commune de Saint-Paul est classée en zone 3, à savoir zone à potentiel radon significatif.

## Toponymie
Le commune porte le même nom en limousin, la langue régionale anciennement parlée localement. Elle s'écrit, toutefois, Sent Paul en graphie classique et en graphie mistralienne.

## Histoire
- Les deux menhirs du Métayer (un debout, l'autre brisé et à terre) attestent de l'occupation du site dès le néolithique.

Une statue gauloise découverte vers 1880 aux Allois est exposée au Musée des beaux-arts de Limoges (palais de l'Evéché).
- Au Moyen Âge, les seigneuries et châteaux de Saint-Paul dépendent de la baronnie de Pierre-Buffière. L'église date du XIIIe siècle. On peut y voir un petit reliquaire du XVIe siècle, en métal argenté.

De nombreux châteaux sont disséminés dans la campagne alentour, dominant les vallons, prés et bois : châteaux d'Aigueperse, de la Pomélie, de Marzac, de la Fayolle, de la Briderie, de la Grande Gardelle, du Grand-Bosviger…
- En 1906, Saint-Paul comptait 1 925 habitants. C'était un gros bourg principalement habité par des artisans, commerçants…

On dénombrait à la fin du XIXe et début du XXe siècle bon nombre de meuniers (à la Boucole, la Briderie, Moulin-Neuf, Puyfraux, Rebeyrolle, Moulin Grand…), des tuiliers (à la tuilerie de Rivet, la Croix d'Arfeuille, aux Bessades…). Dans le bourg et les villages, il y avait douze aubergistes, déjà deux boulangers et deux bouchers.

### Camp d'internement
La Seconde Guerre mondiale a également marqué la petite bourgade limousine. Un camp d'internement accueille dès 1940 des hommes considérés comme « indésirables » par le gouvernement de Philippe Pétain (surtout des communistes, mais également des juifs, francs-maçons, anarchistes). Ce sont des hommes de tous âges, ouvriers d'usine, paysans, fonctionnaires, artisans, commerçants, maires ou élus. Parmi eux figurent Jean Cavaillès, les pasteurs protestants du Chambon-sur-Lignon et plusieurs élus.
Aucune activité n'est imposée. Jean Cavaillès donne une conférence sur les mathématiques, un médecin, le docteur Wolf, donne également des cours ainsi qu'un instituteur de l'Ain. Le 14 mai 1942, il organise un "putsch" pour évincer Deloncle. Mais Pierre Laval, échaudé depuis la tentative d'assassinat dont il a été victime de la part de Collette en août 1941, voit en Jean Filiol, un assassin en puissance et le fait interner en novembre 1942 au camp de Saint-Paul-d'Eyjeaux. Joseph Darnand, secrétaire d'État au maintien de l'ordre et chef de Milice française dit de Vichy, le fait libérer début 1944.
À la fin de la guerre, ce sont des Allemands qui remplacent les prisonniers libérés par les hommes de Georges Guingouin.

## Politique et administration

### Tendances politiques et résultats
- Maire sortant : Paul Duchez
- 15 sièges à pourvoir au conseil municipal (population légale 2011 : 1 253 habitants)
- 3 sièges à pourvoir au conseil communautaire (CC de Noblat)

|                | Josiane Rouchut | DVG            | 450   | 57,17  | 12 | 2 |  |  |
|                | Paul Duchez     | SE             | 337   | 42,82  | 3  | 1 |  |  |
|                |                 |                |       |        |    |   |  |  |
| Inscrits       | Inscrits        | Inscrits       | 1 033 | 100,00 |    |   |  |  |
| Abstentions    | Abstentions     | Abstentions    | 187   | 18,10  |    |   |  |  |
| Votants        | Votants         | Votants        | 846   | 81,90  |    |   |  |  |
| Blancs et nuls | Blancs et nuls  | Blancs et nuls | 59    | 6,97   |    |   |  |  |
| Exprimés       | Exprimés        | Exprimés       | 787   | 93,03  |    |   |  |  |

### Liste des maires
| Période                                  | Période  | Identité                     | Étiquette | Qualité                                                     |
| ---------------------------------------- | -------- | ---------------------------- | --------- | ----------------------------------------------------------- |
| 1790                                     | 1791     | Étienne Fougeras-Lavergnolle |           | 1er maire                                                   |
| 1793                                     | 1796     | Léonard Moufle               |           |                                                             |
| Les données manquantes sont à compléter. |          |                              |           |                                                             |
| 1925                                     | 1941     | Jean-Louis Bourzat           |           |                                                             |
| 1941                                     | 1944     | Pierre Soulignac             |           |                                                             |
| 1944                                     | 1945     | Jean-Louis Bourzat           |           |                                                             |
| 1945                                     | 1947     | Pierre Soulignac             |           |                                                             |
| 1947                                     | 1971     | André Mouret                 | PCF       | Conseiller général du canton de Pierre-Buffière (1958-1970) |
| 1971                                     | 2001     | Gilbert Roux                 |           |                                                             |
| 2001                                     | 2014     | Paul Duchez                  |           |                                                             |
| avril 2014                               | En cours | Josiane Rouchut              | PS        | Directrice d'école                                          |

## Démographie
L'évolution du nombre d'habitants est connue à travers les recensements de la population effectués dans la commune depuis 1793. Pour les communes de moins de 10 000 habitants, une enquête de recensement portant sur toute la population est réalisée tous les cinq ans, les populations de référence des années intermédiaires étant quant à elles estimées par interpolation ou extrapolation. Pour la commune, le premier recensement exhaustif entrant dans le cadre du nouveau dispositif a été réalisé en 2004.

En 2022, la commune comptait 1 235 habitants, en évolution de −0,48 % par rapport à 2016 (Haute-Vienne : −0,68 %, France hors Mayotte : +2,11 %).
| 1793  | 1800  | 1806  | 1821  | 1831  | 1836  | 1841  | 1846  | 1851  |
| ----- | ----- | ----- | ----- | ----- | ----- | ----- | ----- | ----- |
| 1 423 | 1 274 | 1 361 | 1 627 | 1 717 | 1 732 | 1 800 | 1 787 | 1 822 |

| 1856  | 1861  | 1866  | 1872  | 1876  | 1881  | 1886  | 1891  | 1896  |
| ----- | ----- | ----- | ----- | ----- | ----- | ----- | ----- | ----- |
| 1 794 | 1 764 | 1 782 | 1 796 | 1 850 | 1 863 | 1 881 | 1 913 | 1 906 |

| 1901  | 1906  | 1911  | 1921  | 1926  | 1931  | 1936  | 1946  | 1954  |
| ----- | ----- | ----- | ----- | ----- | ----- | ----- | ----- | ----- |
| 1 899 | 1 925 | 1 894 | 1 713 | 1 612 | 1 587 | 1 529 | 1 460 | 1 302 |

| 1962  | 1968  | 1975  | 1982  | 1990  | 1999  | 2004  | 2006  | 2009  |
| ----- | ----- | ----- | ----- | ----- | ----- | ----- | ----- | ----- |
| 1 148 | 1 049 | 1 026 | 1 096 | 1 088 | 1 023 | 1 140 | 1 160 | 1 237 |

| 2014  | 2019  | 2022  | - | - | - | - | - | - |
| ----- | ----- | ----- | - | - | - | - | - | - |
| 1 242 | 1 227 | 1 235 | - | - | - | - | - | - |

## Lieux et monuments
- Menhirs du Métayer
- Le four à pain
- Le presbytère du XVe siècle
- L'église Saint-Paul de Saint-Paul du XIIIe siècle
- Le circuit du Patrimoine (2 km)
- Le château d'Aigueperse

## Loisirs
- Sentier du Menhir (12 km)
- Petites randonnées
- Étang communal (pêche carte)
- Aire de pique-nique
- Fête de l'Âne
  - 3e dimanche de mai
  - 70 ânes et 4 000 visiteurs.
  - attelages, musique de rue, artisanat…

## Personnalités liées a la commune
- Jean Cavaillès
- Guy de Cointet
- Georges Bruguier
- Maurice Thorez
- Jean Filiol
- Paul Drevet
- Georges Fourest
- Jean Grange, curé, journaliste et écrivain au XIXe siècle.

## Héraldique
| Blason de Saint-Paul | Blason  | Parti, au 1) de gueules à l'épée (haute) d'argent garnie d'or, au 2) de sable au lion d'or armé et lampassé de gueules. |
| Blason de Saint-Paul | Détails | Le statut officiel du blason reste à déterminer.                                                                        |

## Pour approfondir